# Неа Смирни
Неа Смирни (грч. Νέα Σμύρνη Nea Smyrni) насеље је у Грчкој и једно од великих предграђа главног града Атине. Неа Смирни припада округу Јужна Атина у оквиру периферије Атика.

## Положај
Неа Смирни се налази југозападно од управних граница Атине. Удаљеност између средишта ова два насеља је свега 5 км.

## Становништво
Кретање броја становника у општини по пописима:
| 1981.  | 1991.  | 2001.  | 2011.  |
| ------ | ------ | ------ | ------ |
| 67.408 | 69.749 | 73.986 | 73.076 |